# گوتلی لادو
گوتلی لادو (انگلیسی: Guthlee Ladoo) فیلم هندی درام هندی-زبان است که در سال ۲۰۲۳ به نمایش درآمد، کارگردانی این فیلم را عشرت آر خان بر عهده داشت و تهیه‌کننده آن پرادیپ رانگوانی بود. بازیگران اصلی سانجی میشرا، سوبرات دوتا و کالیانی مولای هستند. این فیلم که توزیع کننده آن شرکت پانوراما استودیوز بود در روز ۱۳ اکتبر ۲۰۲۳ اکران شد.